# День ісландської мови
День ісландської мови (ісл. dagur íslenskrar tungu) — свято, яке відзначається щороку 16 листопада в Ісландії на честь ісландської мови. Дату було обрано не просто так — у цей день народився відомий ісландський поет Йонас Гатльґрімссон.
Восени 1995 року міністр освіти, науки та культури Ісландії Бйорн Б’ярнасон запропонував зробити один день року святом ісландської мови, яка протягом століть добре збереглася у своєму початковому вигляді, на відміну від більшості інших мов, та святом спільних зусиль ісландців, спрямованих на збереження та розвиток національної мови як унікального символу країни.
16 листопада міністр освіти, науки та культури присуджує нагороду Йонаса Гатльґрімссона тому, хто «зробив унікальний внесок у розвиток ісландської мови». Міністр також може відвідати місцеві школи та культурні установи Ісландії, наприклад, у 2004 році Þorgerður Katrín Gunnarsdóttir відвідала Ісафіордюр, а у 2005 році вона відвідала Рейк'янесбайр.